# سیارک ۱۲۵۰۴
سیارک ۱۲۵۰۴ (به انگلیسی: 12504 Nuest، نامگذاری:1998FS75) دوازده هزار و پانصد و چهارمین سیارک کشف شده‌است که در ۲۴ مارس ۱۹۹۸ کشف شد.
قدر مطلق سیارک برابر ۱۹.۵ است.